# 施敏
施敏（1936年3月21日—2023年11月6日），號福佑，江蘇吳江震澤人，生於南京，知名半導體學者，中央研究院院士，曾任職於美國貝爾實驗室與國立交通大學電子工程系教授、國立陽明交通大學與國立臺灣科技大學的榮譽講座教授、及美國史丹福大學電機系顧問教授。他與姜大元發明並實作了第一個非揮發性記憶體（non-volatile semiconductor memory，NVSM）。電機電子工程師學會（IEEE）會士、尊榮會員。

## 生平
施敏的父親施家福是留學法國的礦冶專家，因被調任為臺灣金銅礦務局局長，施敏全家於1948年12月遷居台灣。1957年，施敏畢業於國立臺灣大學電機工程學系，之後至美國留學。1960年，取得華盛頓大學碩士學位。1963年，取得史丹福大學電機博士學位。畢業後，隨即進入貝爾實驗室工作，在此工作直到1989年退休。
1967年5月，與韓裔美國人的姜大元在《貝爾系統科技期刊》（The Bell System Technical Journal）發表第一篇關於非揮發性記憶體的論文「浮閘非揮發性半導體記憶體細胞元件」，隨後由貝爾實驗室取得專利。在此年開始，撰寫《半導體元件物理學》（Physics of Semiconductor Devices）。1969年，《半導體元件物理學》（Physics of Semiconductor Devices）第一版出版，成為工程及應用科學領域最暢銷的教科書。
1968年，回台灣於國立交通大學擔任董浩雲講座教授一年。並創辦台灣第一家半導體公司「環宇電子」。
1976年，應經濟部長孫運璿之邀，為當時經濟部發展積體電路計畫工作小組成員之一，自述「當時這個小組給孫運璿的建議是，台灣沒有地下資源、礦產稀少，唯一可以好好發展的資源就是腦力。半導體絕對是最新的高科技，未來發展前景看好，建議台灣應該要發展ＩＣ產業。」，力薦孫運璿推動半導體業。
1977年獲選電機電子工程師學會（IEEE）會士，1989年自貝爾實驗室退休後，1990年開始於國立交通大學電子工程系任教。
1991年，獲選IEEEJ J Ebers獎。
1994年，當選中華民國中央研究院院士（數理組）。1995年，獲選美國國家工程院院士。1998年，獲選中國工程院外籍院士。
2010年6月，獲贈國立交通大學終身講座教授。
2014年6月，獲贈國立臺灣科技大學榮譽講座教授。
2017年12月獲IEEE頒贈2017年度「尊榮會員」。

## 著作
施敏所著的《半導體元件物理學》是目前全世界工程及應用科學領域最暢銷的書之一，曾被翻譯成六種語言，銷售超過100萬冊，被引用次數達兩萬多次，有「半導體界的聖經」之稱。1969年推出第一版，1981年與2006年再版兩次。
- Physics of Semiconductor Devices, S. M. Sze. New York: Wiley, 1969, ISBN 0-471-84290-7; 2nd ed., 1981, ISBN 0-471-05661-8; 3rd ed. （页面存档备份，存于）, with Kwok K. Ng, 2006, ISBN 0-471-14323-5, ISBN 0-470-06830-2, ISBN 978-047-006-830-4.
- Nonvolatile Memories: Materials,Devices and Applications" 2-volume set, Tseung-Yuen Tseng and Simon M. Sze.  Los Angeles: American Scientific Publishers, 2012; ISBN 1-58883-250-3
- Semiconductor Devices: Physics and Technology, S. M. Sze.  New York: Wiley, 1985; 2nd ed., 2001, ISBN 0-471-33372-7; 3ed ed. （页面存档备份，存于）, with Ming-Kwei Lee . 2012, ISBN 978-047-053-794-7
- VLSI Technology, ed. S. M. Sze. New York: McGraw-Hill, 1983, ISBN 0-07-062686-3; 2nd ed., 1988, ISBN 0-07-062735-5.
- Modern Semiconductor Device Physics, ed. S. M. Sze.  New York: John Wiley & Sons, Inc., 1998, ISBN 0-471-15237-4.
- 中文書

- 上冊：施敏; 伍國珏; 譯者：張鼎張、劉柏村. . 臺灣: 國立交通大學. 2008-08-01 [2008]. ISBN 978-986-843-951-1 （中文）. （繁體中文）
- 下冊：施敏; 伍國珏; 譯者：張鼎張、劉柏村. . 臺灣: 國立交通大學. 2009-04-14 [2009]. ISBN 978-986-843-954-2 （中文）. （繁體中文）

## 延伸閱讀
- （中文）《科學人》No.109 （页面存档备份，存于），第46頁，《半導體教父——施敏》，文／李名揚，2011年3月號 （页面存档备份，存于）

## 外部連結
- 半導體界傳奇人物 - 施敏談創新（上）